# أسكو غدينيا
أسكو غدينيا (بالبولندية: Asseco Gdynia) هو فريق كرة سلة بولندي تأسس في سنة 1995 يقع في غدينيا. يلعب في الدوري البولندي لكرة السلة وفاز به في 2004، 2005، 2006، 2007، 2008، 2009، 2010، 2011، 2012.

## أبرز اللاعبين
من أبرز اللاعبين الذين لعبوا معه:
- أليكس أكر
- بوبي براون
- كريستيان دالماو
- درو باري
- جينتاراس إنيكيس
- باب سو
- بات بورك
- روبن وولكوويسكي
- توماس ماسيوليس
- يان جاغلا

## وصلات خارجية
- الموقع الرسمي

قالب:دوري اتحاد في تي بي